# Polžanska Gorca
Polžanska Gorca je naselje v Občini Šmarje pri Jelšah.